# Alfred Stork
Alfred Stork (* 1923; † 28. Oktober 2018 in München) war ein deutscher Gefreiter der Wehrmacht und verurteilter Kriegsverbrecher.

## Leben
Alfred Stork war im Zweiten Weltkrieg als Soldat der deutschen Wehrmacht im Einsatz tätig. Er gehörte zu den Gebirgsjägern.
Stork war maßgeblich am Massaker auf Kefalonia beteiligt, das sich in der Nacht vom 21. auf den 22. September 1943 auf der Insel Kefalonia im damals besetzten Griechenland ereignete. Dabei wurden von deutschen Wehrmachtssoldaten knapp 5.200 Soldaten der italienischen Division Acqui erschossen. Am 18. Oktober 2013 wurde Alfred Stork in Abwesenheit vom Militärgerichtshof in Rom wegen seiner Beteiligung an diesem Massaker und des Mordes in 117 Fällen an italienischen Soldaten zu lebenslanger Haft verurteilt. Stork war damit der letzte deutsche Kriegsverbrecher, der von der italienischen Justiz wegen Mordes verurteilt wurde.
Im Jahr 2015 stand Alfred Stork auf Platz 3 der ermittelnden Liste der meistgesuchten NS-Kriegsverbrecher des Simon Wiesenthal Centers.
Nachdem sein weiterer Verbleib über mehrere Jahre hinweg ungeklärt war, gab der italienische Militärstaatsanwalt Marco de Paolis am 28. Februar 2021 öffentlich bekannt, dass Alfred Stork bereits am 28. Oktober 2018 im Alter von 95 Jahren in München verstorben sei. Trotz seiner Verurteilung zu einer lebenslangen Haftstrafe kam es bis zu seinem Tod nicht zu einer Auslieferung an die italienische Justiz.